# Maja Ilisch
Maja Ilisch (* 1975 in Dortmund) ist eine nichtbinäre deutsche TV- und Roman-Autorin.

## Leben
Maja Ilisch studierte an der FH Köln Öffentliches Bibliothekswesen und absolvierte im Anschluss daran eine Ausbildung zur Fachbuchhändlerin (IHK). Nach mehreren Stationen in Buchhandel, Verlags- und Bibliothekswesen arbeitet sie als freie Autorin zusammen mit ihrem Ehemann.
Ilisch war unter anderem als Autorin für die TV-Serien Richterin Barbara Salesch (Sat.1) und Das Familiengericht (RTL) tätig. Die phantastische Hörspielreihe Die Legende von Mythrâs (2010–2011 bei Hörplanet) wurde von ihr mitkonzipiert.
Ihr Debütroman Das Puppenzimmer erschien 2013 bei Dotbooks. Im Jahr 2018 veröffentlichte sie bei Droemer Knaur den Gaslicht-Mystery-Roman Die Spiegel von Kettlewood Hall. Ihr erster High-Fantasy-Roman Das gefälschte Siegel, der Auftakt zu einer Trilogie, erschien 2019 im Klett-Cotta Verlag und wird ab 2020 fortgesetzt.
Neben ihrer Tätigkeit als Schriftstellerin gründete Ilisch im Jahr 2001 den Tintenzirkel Fantasyautorenkreis, ein Forum für Fantasyautorinnen und -autoren, das sie bis heute als Administratorin betreut. Sie ist zudem Mitglied beim Phantastik-Autoren-Netzwerk (PAN).
Ilisch wird von der Literaturagentur erzähl:perspektive vertreten.
 Persönliches
Ilisch erklärte im Januar 2021 in ihrem eigenen Blog, sie verstehe sich als „trans“ (transgender) und „genderfluid“ (nichtbinär) und akzeptiere sowohl weibliche wie männliche Pronomen und Bezeichnungen. Sie lebt mit Ehemann in Stolberg bei Aachen.

## Preise und Nominierungen
- 2019: Phantastik Bestenliste (Platz 2 und Platz 5) für Das gefälschte Siegel.[5][6]
- 2023: Phantastikpreis der Stadt Wetzlar für Unten.[7]

## Werke

### Einzelromane
- Das Puppenzimmer. Dotbooks, München, 2013, ISBN 978-3-95520-380-1.
- Geigenzauber. Carlsen Impress, Hamburg, 2013, ISBN 3-646-60022-5.
- Die Spiegel von Kettlewood Hall. Droemer Knaur, München, 2018, ISBN 978-3-426-52078-9.
- Unten. Dressler Verlag, Hamburg, 2023, ISBN 978-3-7513-0104-6.

### Die Neraval-Sage
- Das gefälschte Siegel (Neraval-Sage, Teil 1). Klett-Cotta, 2019, Stuttgart, ISBN 978-3-608-96030-3.
- Das gefälschte Herz (Neraval-Sage, Teil 2). Klett-Cotta, 2020, Stuttgart, ISBN 978-3-608-98239-8.
- Das gefälschte Land (Neraval-Sage, Teil 3). Klett-Cotta, 2022, Stuttgart, ISBN 978-3-608-96477-6.

### Hörspiele
- Die Legende von Mythrâs. Hörplanet, 2008.